# Monts Volsins

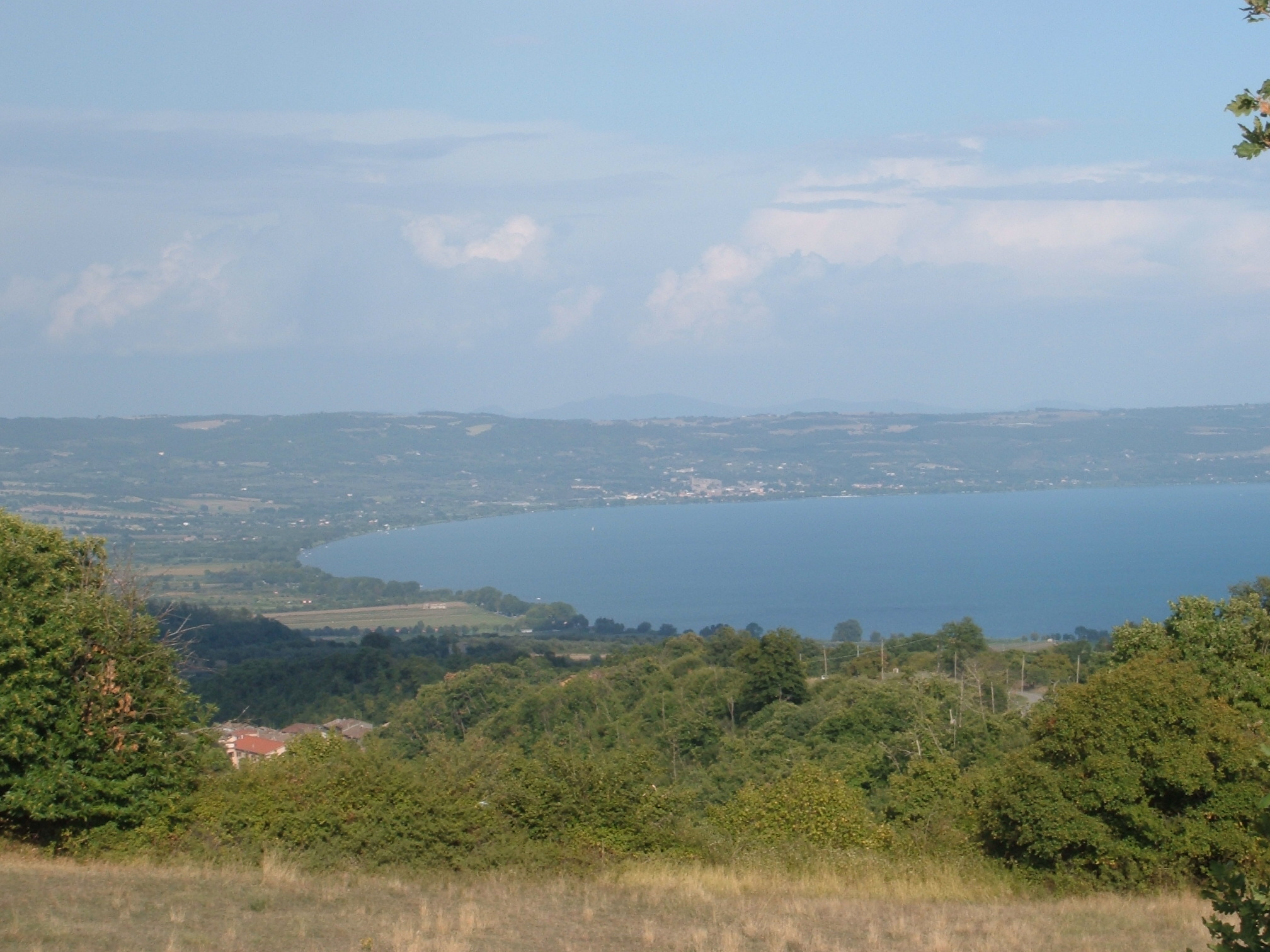
Vue panoramique de la localité San Vittore à proximité de Gradoli, et du lac de Bolsena.

Les monts Volsins ou monts Vulsins (en italien Monti Volcini ou Monti Vulcini) sont un ensemble montagneux d'origine volcanique d'Italie faisant partie des Apennins dans la province de Viterbe (Latium). Les monts Volsins font partie avec les monts Sabatins et les monts Cimins de l’Antiappennino laziale.

## Géographie

### Situation, topographie
Les monts Volsins se trouvent dans la province de Viterbe, dans la partie nord-est du Latium. Leur point culminant est le Poggio del Torrone (it) (altitude 690 mètres) situé entre les communes de Latera et Gradoli.
Les monts comprennent les communes suivantes :
- Bolsena ;
- Capodimonte ;
- Gradoli ;
- Grotte di Castro ;
- Latera ;
- Marta ;
- Montefiascone ;
- Proceno ;
- Onano ;
- San Lorenzo Nuovo ;
- Valentano.

### Géologie
Les monts Volsins sont un ensemble volcanique du Pliocène appelé Vulsinio duquel sont issus le lac de Bolsena et l'ensemble collinaire. De l'activité volcanique il reste la caldeira de Latera, dernier vestige d'un volcan très actif connu sous le nom d'« apparato Vulsinio ».

#### Flore
Les cimes sont couvertes de forêts de chênes, châtaigniers et aulnes[réf. nécessaire].

#### Faune
Renard, porc-épic, sanglier, cervidés, faucon, chouette effraie[réf. nécessaire].

## Activités

### Agriculture
Les coteaux sont occupés par la vigne permettant la production de vins comme l’Aleatico di Gradoli et l’Est! Est!! Est!!! di Montefiascone et par l'olivier (Olio Extravergine d'Oliva Alta Tuscia).

### Site d'intérêt communautaire
En 2005, les monts Volsins ont été proposés comme site d'importance communautaire.